# Световно първенство по биатлон 1993
28-ото световно първенство по биатлон се провежда през 1993 г. в Боровец, България.
Издадени са пощенски марки, отбелязващи първенството с номинал от 1 и 7 лв.

## Мъже

### 20 km индивидуален старт
| Медал | Име              | Държава  | Наказания | Резултат |
| ----- | ---------------- | -------- | --------- | -------- |
| 1     | Андреас Цингерле | Италия   | 1         | 53:05.4  |
| 2     | Сергей Тарасов   | Русия    | 2         | 53:49.9  |
| 1     | Сергей Чепиков   | Русия    | 1         | 54:38.3  |
| 52    | Спас Златев      | България |           |          |

### 10 km спринт
| Медал | Име            | Държава  | Наказания | Резултат |
| ----- | -------------- | -------- | --------- | -------- |
| 1     | Марк Кирхнер   | Германия | 0         | 27:30.5  |
| 2     | Йон Оге Тюлдум | Норвегия | 1         | 27:44.9  |
| 1     | Сергей Тарасов | Русия    | 1         | 27:46.7  |
| 78    | Спас Златев    | България |           |          |

### Отборно състезание
| Медал | Име | Държава  | Наказания | Резултат |
| ----- | --- | -------- | --------- | -------- |
| 1     | Германия Фриц Фишер Франк Лук Щефен Хос Свен Фишер                                                                          | Германия |           |          |
| 2     | Русия Алексей Кобелев Валерий Кириенко Сергей Ложкин Сергей Чепиков                                                         | Русия    |           |          |
| 1     | Франция Жил Марге (Gilles Marguet) Тиери Дюсер (Thierry Dusserre) Ксавие Блонд (Xavier Blond) Лионел Лоран (Lionel Laurent) | Франция  |           |          |

### Щафета 4 × 7.5 km
| Медал | Име                                                                       | Държава  | Наказания | Резултат  |
| ----- | ------------------------------------------------------------------------- | -------- | --------- | --------- |
| 1     | Италия Вилфрийд Палхубер Йохан Паслер Пиералберто Карара Андреас Цингерле | Италия   | 0+0       | 1:32.18.3 |
| 2     | Русия Валерий Медведцев Валерий Кириенко Сергей Тарасов Сергей Чепиков    | Русия    | 0+0       | 1:32.55.0 |
| 1     | Германия Свен Фишер Франк Лук Марк Кирхнер Йенс Щайниген                  | Германия | 0+0       | 1:32.57.9 |
| 19    | България                                                                  | България |           |           |

## Жени

### 15 km индивидуален старт
| Медал | Име                          | Държава  | Наказания | Резултат |
| ----- | ---------------------------- | -------- | --------- | -------- |
| 1     | Петра Шаф                    | Германия | 1         | 50:32.9  |
| 2     | Мириам Бедар (Myriam Bédard) | Канада   | 1         | 50:47.6  |
| 1     | Светлана Парамигина          | Беларус  | 3         | 52:16.6  |
| 7     | Силвана Благоева             | България |           |          |

### 7.5 km спринт
| Медал | Име                          | Държава  | Наказания | Резултат |
| ----- | ---------------------------- | -------- | --------- | -------- |
| 1     | Мириам Бедар (Myriam Bédard) | Канада   | 0         | 21:01.9  |
| 2     | Надежда Таланова             | Русия    | 1         | 21:18.5  |
| 1     | Елена Белова                 | Русия    | 1         | 21:21.7  |
| 19    | Силвана Благоева             | България |           |          |

### Отборно състезание
| Медал | Име | Държава | Наказания | Резултат |
| ----- | --- | ------- | --------- | -------- |
| 1     | Франция Натали Босир (Nathalie Beausire) Делфин Хайман (Delphyne Heymann) Ан Бриан (Anne Briand) Корин Ниогре (Corinne Niogret) | Франция | 1+0+1+1   | 53:58.1  |
| 2     | Беларус Наталия Пермякова Наталия Сичова Наталия Риженкова Светлана Парамигина                                                  | Беларус | 2+2+0+0   | 54:00.5  |
| 1     | Полша Зофия Келпинска Кристина Либерда Ана Стера Хелена Миколайчик                                                              | Полша   | 0+0+0+4   | 55:30.4  |

### Щафета 4 × 7.5 km
| Медал | Име | Държава | Наказания | Резултат  |
| ----- | --- | ------- | --------- | --------- |
| 1     | Чехия Яна Кулхава Иржина Адамичкова Ивета Книжкова Ева Хакова                                                                     | Чехия   | 0+1       | 1:52.08.6 |
| 2     | Франция Корин Ниогре (Corinne Niogret) Вероник Клодел (Véronique Claudel) Делфин Хайман (Delphyne Heymann) Ан Бриан (Anne Briand) | Франция | 1+0       | 1:52.56.2 |
| 1     | Русия Светлана Панютина Надежда Таланова Олга Симушина Елена Белова                                                               | Русия   | 0+1       | 1:52.58.9 |

## Класиране по медали
| Място | Страна   | 1  | 2  | 1  | Общо |
| ----- | -------- | -- | -- | -- | ---- |
| 1     | Германия | 3  | 0  | 1  | 4    |
| 2     | Италия   | 2  | 0  | 0  | 2    |
| 3     | Франция  | 1  | 1  | 1  | 3    |
| 4     | Канада   | 1  | 1  | 0  | 2    |
| 5     | Чехия    | 1  | 0  | 0  | 1    |
| 6     | Русия    | 0  | 4  | 4  | 8    |
| 7     | Беларус  | 0  | 1  | 1  | 2    |
| 8     | Норвегия | 0  | 1  | 0  | 1    |
| 9     | Полша    | 0  | 0  | 1  | 1    |